# Levantamiento en Baja California Sur de 1879
El levantamiento en Baja California Sur ocurrió en 1879, y fue tan breve como incruento, pues no hubo muchas acciones militares.
Fue encabezado por Manuel Márquez de León, compañero de armas del presidente Porfirio Díaz y hombre conocido en el estado. Márquez lanzó un manifiesto contra Díaz, pues pensaba que sería un dictador y llamó a las armas. Pronto fue sofocado y su promotor fue condenado al destierro.